# Madonna mit Kind (Meillers)

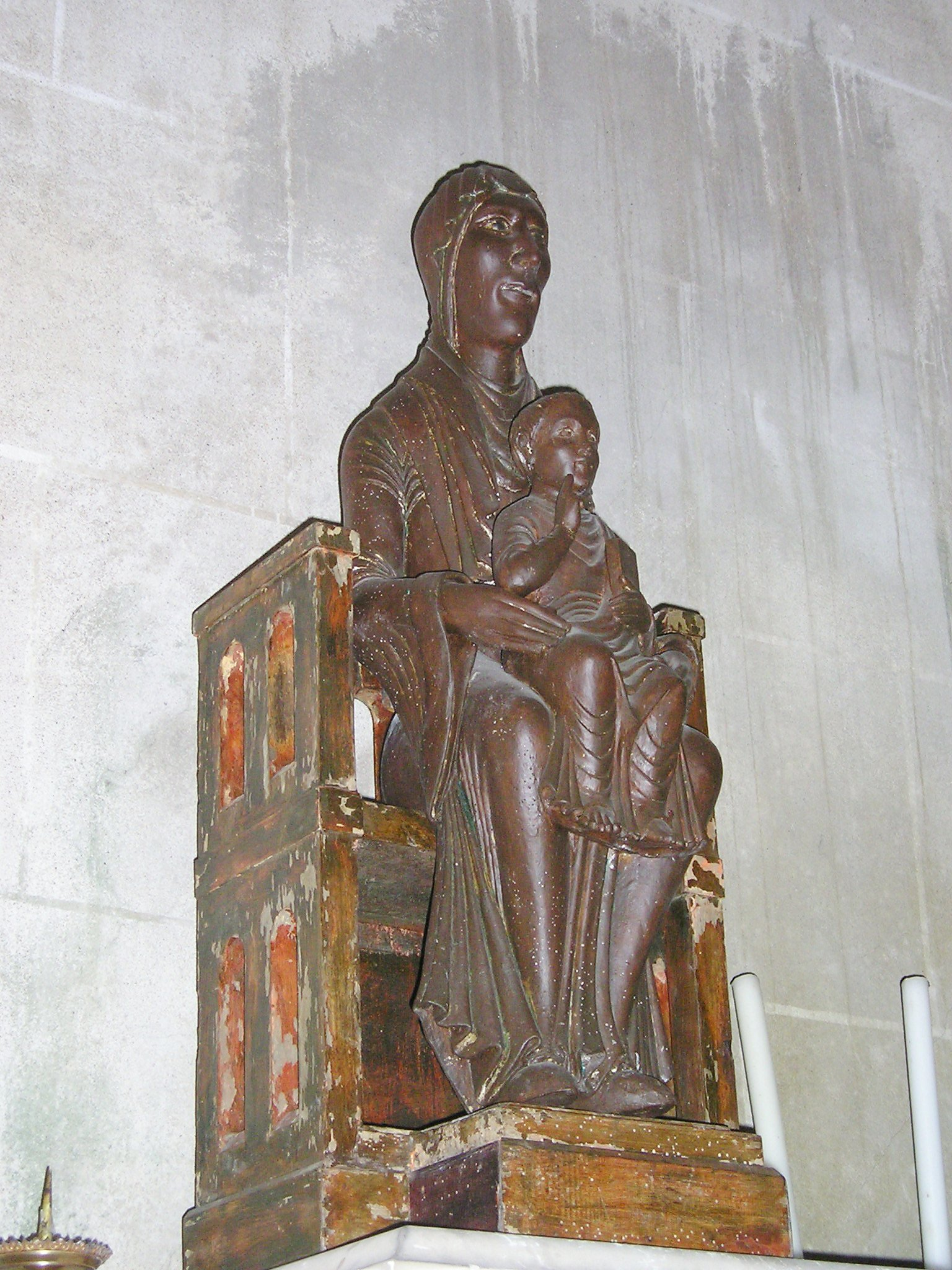
Madonna mit Kind in Meillers

Die Skulptur Madonna mit Kind in der Kirche St-Julien in Meillers, einer französischen Gemeinde im Département Allier der Region Auvergne-Rhône-Alpes, wurde im 12. Jahrhundert geschaffen. Im Jahr 1907 wurde die romanische Skulptur als Monument historique in die Liste der denkmalgeschützten Objekte (Base Palissy) in Frankreich aufgenommen.
Die 96 cm hohe Skulptur aus Holz besitzt nur noch wenige Reste einer farbigen Fassung. Das Jesuskind sitzt auf den Knien von Maria, die auf einem hölzernen Stuhl platziert ist, der aus neuerer Zeit stammt. 
Diese älteste Madonna mit Kind im Bourbonnais wurde am 30. September 2007 gestohlen und im Juni 2008 wieder aufgefunden.